# レジナ・ショウタロウ
レジナ・ショウタロウ（Regina Shotaro、1981年9月10日 - ）は、ミクロネシア連邦出身の日系陸上選手。ショウタロウは苗字であるらしく、女性である。
2000年シドニーオリンピックにはミクロネシア連邦から初となるオリンピック選手のひとりとして陸上競技の女子100mに参加した。
競技後は、アメリカのミシガン州に移り、彼女の夫と共に暮らしながらランシング・コミュニティ・カレッジに通った。2005年3月22日には息子が生まれた。